# AOC Bandol

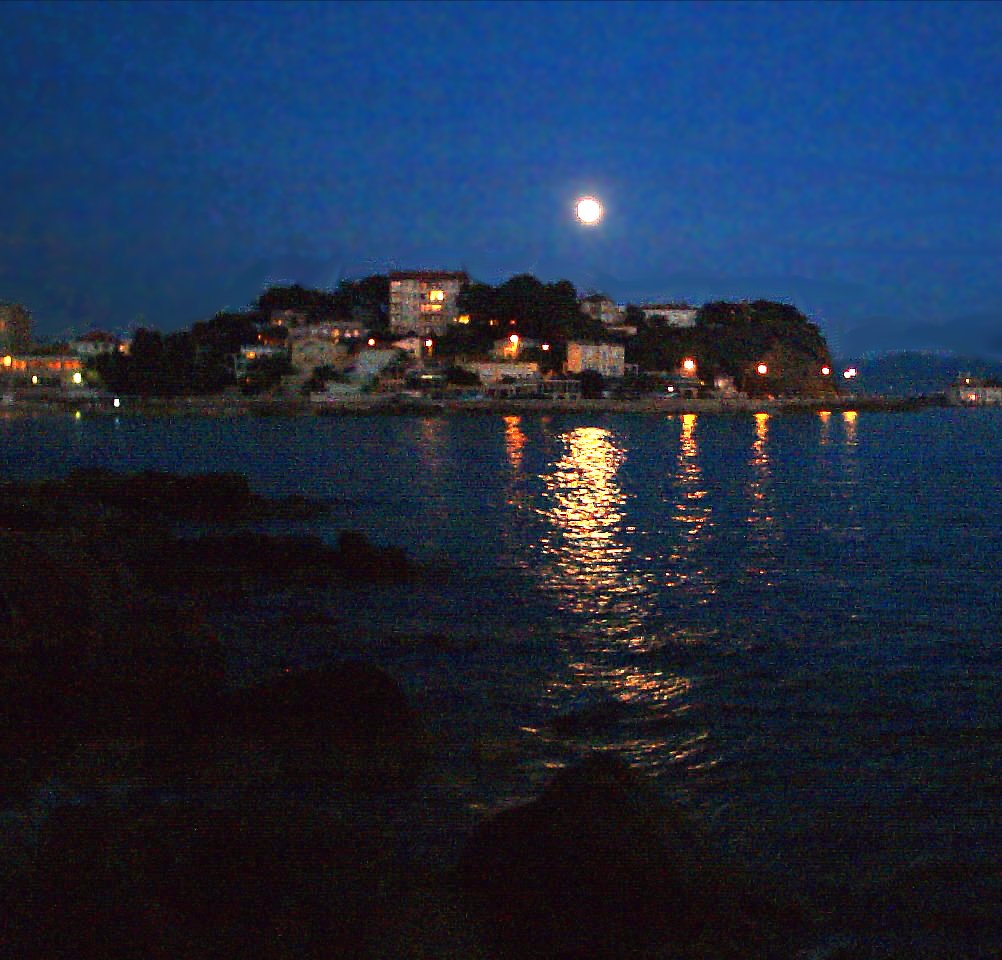
Bandol.

Bandol es una región Appellation d'Origine Contrôlée (AOC) en el sur de Francia, próxima al Mediterráneo. En ella se producen vinos de acentuada acidez, con base en vina garnacha (grenache), monastrell (mourvèdre) y cinsault.
El reconocimiento del Bandol como AOC fue otorgado el 11 de noviembre de 1941.A partir de 1973, es una denominación de origen protegida (PDO) ante la Unión Europea.
La INAO reconoce como AOCs bajo la denominación Bandol a tres variedades: Bandol blanc, Bandol rosé y Bandol rouge.